# MariAnne Häggander
MariAnne Häggander, född 23 oktober 1951, är en svensk operasångare (sopran) och hovsångare.
Häggander studerade i Göteborg på Musikkonservatoriet och Statens Scenskola mellan 1970 och 1978. Sånglärare var Ingalill Linden. Hon anställdes vid Kungliga Operan i Stockholm 1978 och debuterade som Micaëla i Carmen och Cherubin i Figaros bröllop arbetade där fram till 2004 då hon gick i pension. 
Hon inledde sin internationella karriär som Elisabetta i Don Carlos i Nyslott 1979. Det stora genombrottet internationellt kom 1981 då hon gjorde Eva i Mästersångarna i Nürnberg i Bayreuth. Hon har även framträtt i bland annat San Francisco, Bryssel, Paris och Wien.
Repertoaren omfattade de flesta lyriska sopranroller och även de lyriskdramatiska inom Wagner- och Straussrepertoaren, exempelvis Sieglinde i Valkyrian, Elsa i Lohengrin, fältmarskalkinnan i Rosenkavaljeren och titelrollen i Arabella. Vid sidan om verksamheten som operasångare sjöng hon också en mängd konserter med stora orkesterverk liksom kammarmusik och romansrepertoar.
Häggander utnämndes till hovsångare 1990 och utsågs till professor i sång från 2004 då hon anställdes vid Högskolan för scen och musik vid Göteborgs universitet.

## Priser och utmärkelser
- 1984 – Svenska Dagbladets operapris
- 1990 – Hovsångare

## Diskografi (urval)
- Alfvén, Hugo, 24 songs. Marianne Häggander, Piano: Lars Roos. Bluebell ABCD 027. Svensk mediedatabas.
- Walter, Bruno, Karg-Elert, Sigfrid, Mahler, Gustav. Lieder. Piano: Lars Roos. Bluebell of Sweden Bell 180. Svensk mediedatabas.
- Mahler, The complete Symphonies von Gustav Mahler. Dirigent Hans Vonk, Hartmut Haenchen und Jascha Horenstein. Brilliant Classics 99549.
- Sjögren, Emil, Sånger. Vol. 1. Marianne Häggander med flera. Artemis. Musica Sveciae ARTE CD 7125. MSCD 515. Svensk mediedatabas.
- Sibelius, Jean, Jungfrun i tornet. Opera. Gothenburg Symphony Orchestra, dirigent Neeme Järvi. BIS CD 250. Svensk mediedatabas.
- Sibelius, Jean, The orchestral songs. BIS CD 270. Svensk mediedatabas.
- Wagner, Rhenguldet. Dirigent James Levine. DVD. DG 073 036-9. Även som CD.
- Och över jorden fred. Bluebell of sweden : Bell 157. Svensk mediedatabas.
- Wagner, R., Die Meistersinger von Nürnberg. VHS. Philips 070 430-3. Svensk mediedatabas.
- Wagner, R., Parsifal. VHS. Philips 070 430-3. Svensk mediedatabas.
- Wagner, R., Götterdämmerung. VHS. Philips 070 430-3. Svensk medidatabas.
- Grieg, Peer Gynt. San Francisco Symphony Orchestra. Dirigent Herbert Blomstedt. Läst 8 januari 2013.
- Henze, Hans Werner, Der Prinz Von Homburg. Bayrerisches Staatsorchester. Dirigent Wolfgaang Sawallisch. DVD. Arthaus.